# Oosternum costatum
Oosternum costatum är en skalbaggsart som först beskrevs av Leconte 1855.  Oosternum costatum ingår i släktet Oosternum och familjen palpbaggar. Inga underarter finns listade i Catalogue of Life.